# Джонсон, Грегори Карл
Гре́гори Карл Джо́нсон, (англ. Gregory Carl "Ray J" Johnson; 30 июля 1954 года, Сиэтл, штат Вашингтон, США) — астронавт НАСА. Совершил один космический полёт на шаттле: STS-125 (2009, «Атлантис»), капитан 1-го ранга ВМС США.

## Личные данные

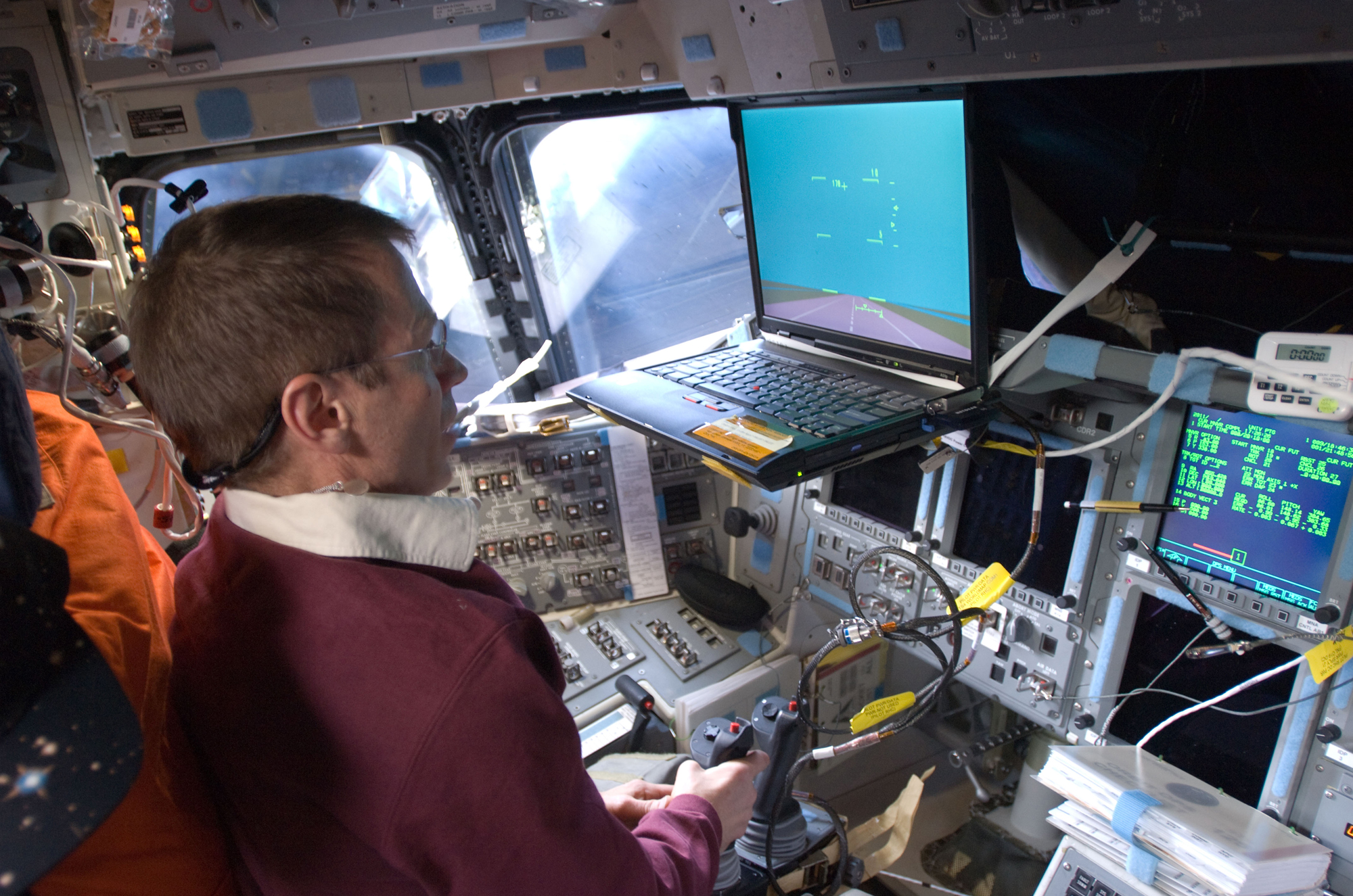
На орбите — Джонсон на полетной палубе.

Грегори Джонсон родился в семье Роли О. Джонсона и Мэри Энн Джонсон (урождённая Скотт) 30 июля 1954 года в городе Сиэтл (штат Вашингтон).
Женат на Нанетт Фэйгет. У него двое сыновей от первого брака — Скотт Джонсон и Кент Джонсон. Его увлечения: бег, езда на велосипеде и ремонт автомобилей.

## До НАСА
В 1972 году окончил среднюю школу в Сиэтле (штат Вашингтон). В 1977 году получил степень бакалавра в области аэрокосмической техники в Вашингтонском университете. В сентябре 1977 года Джонсон поступил в Школу военно-морской авиации на авиабазе в Пенсаколе (Флорида). В декабре 1978 года он окончил школу и после стажировки был назначен лётчиком-инструктором на самолёт А-4 Skyhawk. В 1980 году прошёл переподготовку на самолёте A-6 Intruder и продолжил службу на борту авианосца «Китти Хоук», совершил два похода — в западную часть Тихого океана и в Индийский океан. В 1984 году он поступил в Школу лётчиков-испытателей ВВС США на авиабазе «Эдвардс» в Калифорнии. После окончания Школы был направлен в Центр военно-морского вооружения на базу «Чайна-Лэйк» (Калифорния), стал летать на самолётах F/A-18 Hornet. После этого обучения стал руководителем Департамента технического обслуживания эскадрильи. На авианосце совершил ещё один поход — в северную часть Тихого океана. Он вышел в отставку из ВВС в 1990 году и принял должность в НАСА, в отделе лётных операций. Затем стал начальником Военно-морской исследовательской Лаборатории № 510 в Хьюстоне (Техас). Имеет налёт более 7 400 часов на более чем 50 различных типах самолётов и совершил более 500 посадок на палубы авианосцев.

## Подготовка к космическим полётам
Принимал участие в 11-м и 13-м наборах НАСА. В июне 1998 года был зачислен в отряд НАСА в составе семнадцатого набора, кандидатом в астронавты. С августа 1998 года стал проходить обучение по курсу Общекосмической подготовки (ОКП). По окончании курса в августе 1999 года получил квалификацию «специалист полёта» и назначение в Офис астронавтов НАСА. Был назначен в Отдел обеспечения подготовки шаттлов к запуску.

## Полёты в космос
Первый полёт — STS-125, шаттл «Атлантис». C 11 по 24 мая 2009 года в качестве «пилот корабля». Это было пятое и последнее техобслуживание телескопа Хаббл. Экспедиция «Атлантис» STS-125 продлила работоспособность телескопа по крайней мере до 2014 года. Во время экспедиции астронавты установили на телескопе Хаббл шесть новых гироскопов стабилизации, шесть новых никель-водородных аккумуляторов, новый компьютер, отвечающий за обработку данных, новую широкоугольную камеру № 3 и новый спектрограф космического излучения. Стоимость новой широкоугольной камеры — 126 миллионов долларов, стоимость спектрографа — 81 миллион долларов. Астронавты «Атлантиса» также восстановили работоспособность регистрирующего спектрографа, у которого в 2007 году вышла из строя система электропитания, и усовершенствованной обзорной камеры, вышедшей из строя в 2007 году. Астронавты установили на телескопе усовершенствованный датчик точного наведения. Продолжительность полёта составила 12 дней 21 час 37 минут.
Общая продолжительность полётов в космос — 12 дней 21 час 37 минут.

## После полётов
В марте 2010 года перешёл на работу в Управление лётных экипажей. С августа 2013 руководил Центром содействия развитию науки в космосе (CASIS). 

## Награды и премии
- Медаль «За космический полёт» (2009), Медаль похвальной службы (США) и многие другие.